# ニューヨーク市地下鉄4系統
ニューヨーク市地下鉄4系統（ニューヨークしちかてつ4けいとう）は、ニューヨーク市地下鉄Aディビジョンの運転系統。カラーは緑で、ブロンクスではIRTジェローム・アベニュー線、マンハッタンではレキシントン・アベニュー線、ブルックリンではイースタン・パークウェイ線、ニューロッツ線を経由する。クラウン・ハイツ-ユーティカ・アベニュー駅からニューロッツ・アベニュー駅間はラッシュ時および深夜のみ走るようになった。

## 概要
レキシントン・アベニュー線を通る3つの系統の1つ。基本的に同線内は5系統と共に急行運転を、平日の多くの時間で行っている。
基本はブロンクスのウッドローン駅と、ブルックリンのクラウン・ハイツ-ユーティカ・アベニュー駅を結ぶ区間での運転である。平日のラッシュ時は、ブロンクス内の一部駅を通過する列車も運転され、また最ラッシュ時は5系統との分岐駅である138丁目-グランド・コンコース駅を混雑方向の列車が通過する。
基本的にマンハッタン及びブルックリンでは急行であるが、ブロンクス内は各駅停車となる。また深夜時間帯は、全区間で各駅停車となる。
平日・土休日とも、昼間時間帯は8分間隔で運転されている。

## 歴史

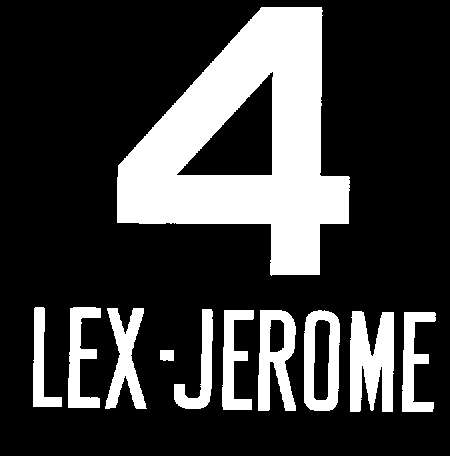
R12形とR36形に搭載されていた案内

1967年11月26日から1979年6月まで使用されたラベル

1917年6月2日、IRTジェローム・アベニュー線の最初の区間である149丁目-グランド・コンコース駅 - キングスブリッジ・ロード駅間が開通、両駅間を結ぶシャトル列車の運行が開始された。1918年4月15日にジェローム・アベニュー線はウッドローン駅まで延伸、シャトル列車も終点をウッドローン駅へと変更した。その後1918年7月17日にIRTレキシントン・アベニュー線が33丁目駅から125丁目駅まで延伸、125丁目駅から先、149丁目-グランド・コンコース駅まではジェローム・アベニュー線区間として開通し、149丁目-グランド・コンコース駅 - グランド・セントラル-42丁目駅間で地下鉄車両を使用したシャトル列車の運行が開始された。
1918年8月1日、新しい"H"システムが導入され、グランド・セントラル駅より分岐しタイムズ・スクエア駅からIRTブロードウェイ-7番街線へ直通していた列車が廃止され、両駅間の運行は42丁目シャトルが担うこととなった。これに伴いウッドローン駅からボウリング・グリーン駅までの列車の運行が開始された。
1921年12月11日、ラッシュ時にレキシントン・アベニュー線とジェローム・アベニュー線を直通する列車は全列車167丁目駅より北まで運行するようになった。ただし、ラッシュ時以外の列車は167丁目駅止まりであった。
1925年11月4日、ラッシュ時の4系統がアトランティック・アベニュー-バークレイズ・センター駅からクラウン・ハイツ-ユーティカ・アベニュー駅まで運行区間を延長した。2年後の1927年12月5日、平日夜の列車もクラウン・ハイツ-ユーティカ・アベニュー駅まで運行区間を延長した。翌年、昼間の列車もクラウン・ハイツ-ユーティカ・アベニュー駅まで運行区間を延長した。
1934年現在、4系統は午後・平日ラッシュ時・土曜朝ラッシュにウッドローン駅 - クラウン・ハイツ-ユーティカ・アベニュー駅間、深夜・平日昼間・土曜朝ラッシュ後の朝にウッドローン駅 - アトランティック・アベニュー-バークレイズ・センター駅間、夜と日曜にウッドローン駅 - サウス・フェリー駅間と3区間の運行となっていた。
1938年8月20日、土曜朝ラッシュ後の朝の列車がクラウン・ハイツ-ユーティカ・アベニュー駅まで運行区間を延長した。
1946年5月10日、6系統がブルックリン・ブリッジ-シティ・ホール駅止まりの普通電車となったため、4系統は125丁目駅からブルックリン・ブリッジ-シティ・ホール駅間で急行運転を行うようになった。これ以前は12:30から5:30まで4系統が緩行線を走行していた。
1946年12月16日、アトランティック・アベニュー-バークレイズ・センター駅 - フランクリン・アベニュー駅間で急行運転を行っていた深夜の列車がニューロッツ・アベニュー駅まで運行区間を延長した。
1948年より地下鉄車両の老朽化により新型車への置き換えが始まった。これに伴い列車に系統名が設定され、レキシントン・アベニュー線からジェローム・アベニュー線に直通する列車に4系統という系統名が付けられた。1964年までに全ての列車に系統名が付けられた。
1950年、土曜朝の列車はサウス・フェリー駅止まりに変更された。
1950年12月15日、ラッシュ時にIRTノストランド・アベニュー線フラットブッシュ・アベニュー-ブルックリン・カレッジ駅への乗り入れを開始した。また、同日に平日昼間の列車がアトランティック・アベニュー-バークレイズ・センター駅行きからサウス・フェリー駅止まりに変更されたが、1952年1月18日に再度アトランティック・アベニュー-バークレイズ・センター駅行きに戻された。
1954年3月19日、深夜の4系統はブルックリン区内は各駅停車となったが、2年後の1956年6月29日にアトランティック・アベニュー-バークレイズ・センター駅 - フランクリン・アベニュー駅間で急行運転を再開した。
平日ラッシュ時のフラットブッシュ・アベニュー-ブルックリン・カレッジ駅行きの列車は1957年5月3日に運行が中止され、同時に土日午後の列車はクラウン・ハイツ-ユーティカ・アベニュー駅まで運行区間を延長し、日曜朝の列車はアトランティック・アベニュー-バークレイズ・センター駅まで運行区間を延長した。
1960年3月1日より深夜の4系統がマンハッタン区内で各駅停車となった。しかし、5年後の1965年10月17日には急行運転に戻されている。
1960年4月8日よりほぼ全ての朝ラッシュの列車がフラットブッシュ・アベニュー-ブルックリン・カレッジ駅を発着し、夕ラッシュの列車はフラットブッシュ・アベニュー-ブルックリン・カレッジ駅とクラウン・ハイツ-ユーティカ・アベニュー駅を交互に発着するようになった。また、平日夜および深夜の列車もフラットブッシュ・アベニュー-ブルックリン・カレッジ駅発着となった。
1967年11月26日、クリスティー・ストリート連絡線が開通し4系統のラインカラーがマゼンタ色に設定された。また、同時に他の系統にもラインカラーが導入されている。
1972年までに平日朝ラッシュの北行と平日夕ラッシュの南行列車が138丁目-グランド・コンコース駅を通過し始めた。また、ラッシュ時にブルックリン区内での急行運転区間をクラウン・ハイツ-ユーティカ・アベニュー駅まで延長している。ラッシュ時一部列車はアトランティック・アベニュー-バークレイズ・センター駅 - フランクリン・アベニュー駅間で急行運転を行い、かつフラットブッシュ・アベニュー-ブルックリン・カレッジ駅を発着していた。
1976年5月23日、日曜朝の列車がブルックリン区内急行運転として運転区間をクラウン・ハイツ-ユーティカ・アベニュー駅まで延長した。
1980年1月13日、深夜の4系統がマンハッタン区内で各駅停車となったため6系統は運行区間をペラム・ベイ・パーク駅 - ブルックリン・ブリッジ-シティ・ホール駅からペラム・ペイ・パーク駅 - 125丁目駅に縮小した。この変更は15,000人の乗客に影響を与え、当時のマンハッタン区長アンドリュー・シュタインに批判されている。これはサービス変更にあたっての公聴会が行われなかったためである。最終的に1999年10月3日に深夜の6系統はブルックリン・ブリッジ-シティ・ホール駅発着に戻されたが、現在も深夜の4系統は引き続きマンハッタン区内各駅停車である。
1983年7月10日より4系統は全列車クラウン・ハイツ-ユーティカ・アベニュー駅発着となったが、平日昼間の列車はアトランティック・アベニュー-バークレイズ・センター駅、日曜朝の列車はニューロッツ・アベニュー駅を発着していた。1988年8月29日に平日昼間の列車はクラウン・ハイツ-ユーティカ・アベニュー駅発着に変更され、5系統がボウリング・グリーン駅止まりとなった（その後、5系統はフラットブッシュ・アベニュー-ブルックリン・カレッジ駅発着に変更されている）。2000年4月には再び運行形態が変わり、この時からしばらくの間、昼間の列車はアトランティック・アベニュー-バークレイズ・センター駅発着となっていた。
2009年6月8日から2009年6月26日まで、ジェローム・アベニュー線内での急行運転の試験が行われた。この試験では4系統はウッドローン駅を出発した後、モショル・パークウェイ駅、バーンサイド・アベニュー駅、149丁目-グランド・コンコース駅に停車した。
2009年7月6日、バーンサイド・アベニュー駅止まりの北行列車が167丁目駅からバーンサイド・アベニュー駅までの区間で急行運転を開始した。この列車はバーンサイド・アベニュー駅到着後回送となりジェローム車両基地へ入る。
6月に行った急行運転の試験が好評であったため2009年10月26日から再び急行運転の試験が行われた。試験期間は2009年12月11日までで、停車駅は6月の試験の停車駅に加えベッドフォード・パーク・ブールバード-リーマン・カレッジ駅が追加されたものであった。
2017年6月17日から2018年6月24日までの週末、ハリケーン・サンディによる被害に遭っていたIRTブロードウェイ-7番街線のクラーク・ストリート・トンネルの改修工事を行っていた。工事を行っている時間帯は同トンネルを通過する2系統と3系統がブルックリン区内へ乗り入れられなくなり、IRTイースタン・パークウェイ線内の緩行線停車駅とIRTニューロッツ線内全駅に列車が来ないという事態が発生するため、4系統が週末に限り全列車イースタン・パークウェイ線内各駅停車で発着駅をニューロッツ・アベニュー駅に変更していた。

## 運行パターン
| 経由路線                              | 始発駅                                                | 終着駅                                    | 路線     | 時間              | 時間              | 時間                    | 時間 |
| 経由路線                              | 始発駅                                                | 終着駅                                    | 路線     | 昼間 夜間         | 深夜              | ラッシュ時              |      |
| ------------------------------------- | ----------------------------------------------------- | ----------------------------------------- | -------- | ----------------- | ----------------- | ----------------------- | ---- |
| 経由路線                              | 始発駅                                                | 終着駅                                    | 路線     | 4号線一般サービス | 4号線一般サービス | 4号線ラッシュ時サービス |      |
| IRTジェローム・アベニュー線（全線）   | ウッドローン駅                                        | 149丁目-グランド・コンコース駅            | 各駅停車 |                   |                   |                         |      |
| IRTジェローム・アベニュー線（全線）   | 138丁目-グランド・コンコース駅                        |                                           | 各駅停車 |                   |                   |                         |      |
| IRTレキシントン・アベニュー線（全線） | 125丁目駅                                             | ブルックリン・ブリッジ-シティ・ホール駅   | 急行     |                   |                   |                         |      |
| IRTレキシントン・アベニュー線（全線） | 125丁目駅                                             | ブルックリン・ブリッジ-シティ・ホール駅   | 各駅停車 |                   |                   |                         |      |
| IRTレキシントン・アベニュー線（全線） | フルトン・ストリート駅                                | ボウリング・グリーン駅                    | 全て     |                   |                   |                         |      |
| ジョレールモン・ストリート・トンネル  |                                                       |                                           | 全て     |                   |                   |                         |      |
| IRTイースタン・パークウェイ線（全線） | ボロー・ホール駅                                      | ネヴィンズ・ストリート駅                  | 急行     |                   |                   |                         |      |
| IRTイースタン・パークウェイ線（全線） | アトランティック・アベニュー-バークレイズ・センター駅 | クラウン・ハイツ-ユーティカ・アベニュー駅 | 急行     |                   |                   |                         |      |
| IRTイースタン・パークウェイ線（全線） | アトランティック・アベニュー-バークレイズ・センター駅 | クラウン・ハイツ-ユーティカ・アベニュー駅 | 各駅停車 |                   |                   |                         |      |
| IRTニューロッツ線（全線）             | サッター・アベニュー-ラトランド・ロード駅             | ニューロッツ・アベニュー駅                | 全て     | 一部列車のみ      |                   |                         |      |

## 駅一覧
| 凡例                                    | 凡例                         |
| --------------------------------------- | ---------------------------- |
| Stops all times                         | 終日停車                     |
| Stops all times except late nights      | 深夜を除き終日停車           |
| Stops late nights only                  | 深夜のみ停車                 |
| Stops late nights and weekends          | 深夜・週末のみ停車           |
| Stops weekdays only                     | 平日のみ停車                 |
| Stops rush hours only                   | ラッシュ時のみ停車           |
| Stops rush hours in peak direction only | ラッシュ時の混雑方向のみ停車 |
| 時間帯詳細                              |                              |

| 4 service                                               | 4 service                                               | 駅名                                                      | バリアフリー・アクセス            | 地下鉄乗換 | 乗換/備考 |
| ------------------------------------------------------- | ------------------------------------------------------- | --------------------------------------------------------- | --------------------------------- | --- | --- |
| ブロンクス区                                            |                                                         |                                                           |                                   | | |
| ジェローム・アベニュー線                                |                                                         |                                                           |                                   | | |
| Stops all times                                         | Stops all times                                         | ウッドローン駅                                            |                                   | | |
| Stops all times                                         | Stops all times                                         | モショル・パークウェイ駅                                  |                                   | | |
| Stops all times                                         | Stops all times                                         | ベッドフォード・パーク・ブールバード-リーマン・カレッジ駅 |                                   | | ラッシュ時一部南行列車は当駅始発 夕ラッシュ一部北行列車は当駅止まり                                                        |
| Stops all times                                         | Stops all times                                         | キングスブリッジ・ロード駅                                |                                   | | 夕ラッシュ一部南行列車は当駅始発                                                                                           |
| Stops all times                                         | Stops all times                                         | フォーダム・ロード駅                                      | バリアフリー・アクセス            | | Bx12セレクト・バス・サービス                                                                                               |
| Stops all times                                         | Stops all times                                         | 183丁目駅                                                 |                                   | | |
| Stops all times                                         | Stops all times                                         | バーンサイド・アベニュー駅                                |                                   | | ラッシュ時一部北行列車は当駅止まり                                                                                         |
| Stops all times                                         | Stops all times                                         | 176丁目駅                                                 |                                   | | バーンサイド・アベニュー駅行き列車は通過                                                                                   |
| Stops all times                                         | Stops all times                                         | マウント・イーデン・アベニュー駅                          |                                   | | バーンサイド・アベニュー駅行き列車は通過                                                                                   |
| Stops all times                                         | Stops all times                                         | 170丁目駅                                                 |                                   | | バーンサイド・アベニュー駅行き列車は通過                                                                                   |
| Stops all times                                         | Stops all times                                         | 167丁目駅                                                 |                                   | | |
| Stops all times                                         | Stops all times                                         | 161丁目-ヤンキー・スタジアム駅                            | バリアフリー・アクセス            | B D (INDコンコース線)                                                                                         | Bx6セレクト・バス・サービス                                                                                                |
| Stops all times                                         | Stops all times                                         | 149丁目-グランド・コンコース駅                            |                                   | 2 5 (IRTホワイト・プレーンズ・ロード線)                                                                       | |
| Stops all times except rush hours in the peak direction | Stops all times except rush hours in the peak direction | 138丁目-グランド・コンコース駅                            |                                   | 5 | |
| マンハッタン区                                          |                                                         |                                                           |                                   | | |
| レキシントン・アベニュー線                              |                                                         |                                                           |                                   | | |
| Stops all times                                         | Stops all times                                         | 125丁目駅                                                 | バリアフリー・アクセス            | 5 6 <6> | メトロノース鉄道: ハーレム125丁目駅乗換 M60セレクト・バス・サービスラガーディア空港行き                                    |
| Stops late nights only                                  | Stops late nights only                                  | 116丁目駅                                                 |                                   | 6 <6> | |
| Stops late nights only                                  | Stops late nights only                                  | 110丁目駅                                                 |                                   | 6 <6> | |
| Stops late nights only                                  | Stops late nights only                                  | 103丁目駅                                                 |                                   | 6 <6> | |
| Stops late nights only                                  | Stops late nights only                                  | 96丁目駅                                                  |                                   | 6 <6> | |
| Stops all times                                         | Stops all times                                         | 86丁目駅                                                  |                                   | 5 6 <6> | M86セレクト・バス・サービス                                                                                                |
| Stops late nights only                                  | Stops late nights only                                  | 77丁目駅                                                  |                                   | 6 <6> | M79セレクト・バス・サービス                                                                                                |
| Stops late nights only                                  | Stops late nights only                                  | 68丁目-ハンター・カレッジ駅                               |                                   | 6 <6> | |
| Stops all times                                         | Stops all times                                         | 59丁目駅                                                  |                                   | 5 6 <6> N R W (BMTブロードウェイ線) メトロカード利用: F <F> N Q R (63丁目線レキシントン・アベニュー-63丁目駅) | ルーズベルト・アイランド・トラムウェイ                                                                                     |
| Stops late nights only                                  | Stops late nights only                                  | 51丁目駅                                                  | バリアフリー・アクセス            | 6 <6> E M (INDクイーンズ・ブールバード線: レキシントン・アベニュー-53丁目駅乗換)                              | |
| Stops all times                                         | Stops all times                                         | グランド・セントラル-42丁目駅                             | バリアフリー・アクセス            | 5 6 <6> 7 (IRTフラッシング線) S (42丁目シャトル)                                                              | メトロノース鉄道: グランド・セントラル駅乗換                                                                               |
| Stops late nights only                                  | Stops late nights only                                  | 33丁目駅                                                  |                                   | 6 <6> | |
| Stops late nights only                                  | Stops late nights only                                  | 28丁目駅                                                  | ↓                                 | 6 <6> | ADAに準拠しているのは南行ホームのみ                                                                                        |
| Stops late nights only                                  | Stops late nights only                                  | 23丁目駅                                                  | バリアフリー・アクセス            | 6 <6> | M23セレクト・バス・サービス                                                                                                |
| Stops all times                                         | Stops all times                                         | 14丁目-ユニオン・スクエア駅                               | Elevator access to mezzanine only | 5 6 <6> L (BMTカナーシー線) N Q R W (BMTブロードウェイ線)                                                     | |
| Stops late nights only                                  | Stops late nights only                                  | アスター・プレイス駅                                      |                                   | 6 <6> | |
| Stops late nights only                                  | Stops late nights only                                  | ブリーカー・ストリート駅                                  | バリアフリー・アクセス            | 6 <6> B D F <F> M (IND6番街線: ブロードウェイ-ラファイエット・ストリート駅)                                   | |
| Stops late nights only                                  | Stops late nights only                                  | スプリング・ストリート駅                                  |                                   | 6 <6> | |
| Stops late nights only                                  | Stops late nights only                                  | キャナル・ストリート駅                                    | バリアフリー・アクセス            | 6 <6> N Q R W (BMTブロードウェイ線) J Z (BMTナッソー・ストリート線)                                           | |
| Stops all times                                         | Stops all times                                         | ブルックリン・ブリッジ-シティ・ホール駅                   | バリアフリー・アクセス            | 5 6 <6> J Z (BMTナッソー・ストリート線: チェンバーズ・ストリート駅乗換)                                       | |
| Stops all times                                         | Stops all times                                         | フルトン・ストリート駅                                    | バリアフリー・アクセス            | 5 2 3 (IRTブロードウェイ-7番街線) A C (IND8番街線) J Z (BMTナッソー・ストリート線)                            | デイ・ストリート連絡通路経由: N R W (BMTブロードウェイ線: コートランド・ストリート駅) PATH: ワールド・トレード・センター駅 |
| Stops all times                                         | Stops all times                                         | ウォール・ストリート駅                                    |                                   | 5 | |
| Stops all times                                         | Stops all times                                         | ボウリング・グリーン駅                                    | バリアフリー・アクセス            | 5 | スタテン島フェリー: ホワイトホール・ターミナル                                                                             |
| ブルックリン区                                          |                                                         |                                                           |                                   | | |
| イースタン・パークウェイ線                              |                                                         |                                                           |                                   | | |
| Stops all times                                         | Stops all times                                         | ボロー・ホール駅                                          | ↑                                 | 5 2 3 (IRTブロードウェイ-7番街線) N R W (BMT4番街線)                                                          | ADAに準拠しているのは北行ホームのみ                                                                                        |
| Stops all times                                         | Stops all times                                         | ネヴィンズ・ストリート駅                                  |                                   | 2 3 5 | |
| Stops all times                                         | Stops all times                                         | アトランティック・アベニュー-バークレイズ・センター駅     | バリアフリー・アクセス            | 2 3 5 B Q (BMTブライトン線) D N R W (BMT4番街線)                                                              | LIRRアトランティック支線: アトランティック・ターミナル駅乗換                                                               |
| Stops late nights only                                  | Stops late nights only                                  | バーゲン・ストリート駅                                    |                                   | 2 3 | |
| Stops late nights only                                  | Stops late nights only                                  | グランド・アーミー・プラザ駅                              |                                   | 2 3 | |
| Stops late nights only                                  | Stops late nights only                                  | イースタン・パークウェイ-ブルックリン美術館駅             |                                   | 2 3 | |
| Stops all times                                         | Stops all times                                         | フランクリン・アベニュー駅                                |                                   | 2 3 5 SF (BMTフランクリン・アベニュー線)                                                                      | |
| Stops late nights only                                  | Stops late nights only                                  | ノストランド・アベニュー駅                                |                                   | | B44セレクト・バス・サービス                                                                                                |
| Stops late nights only                                  | Stops late nights only                                  | キングストン・アベニュー駅                                |                                   | | |
| Stops all times                                         | Stops all times                                         | クラウン・ハイツ-ユーティカ・アベニュー駅                 | バリアフリー・アクセス            | 2 3 5 | B46セレクト・バス・サービス                                                                                                |
|                                                         |                                                         |                                                           |                                   | | |
| ニューロッツ線 (ラッシュ時一部列車・深夜帯)             |                                                         |                                                           |                                   | | |
| Stops rush hours in peak direction only                 | Stops late nights only                                  | サッター・アベニュー-ラトランド・ロード駅                 |                                   | 2 3 5 | B15バスJFK空港行き |
| Stops rush hours in peak direction only                 | Stops late nights only                                  | サラトガ・アベニュー駅                                    |                                   | 2 3 5 | |
| Stops rush hours in peak direction only                 | Stops late nights only                                  | ロッカウェイ・アベニュー駅                                |                                   | 2 3 5 | |
| Stops rush hours in peak direction only                 | Stops late nights only                                  | ジュニアス・ストリート駅                                  |                                   | 2 3 5 | |
| Stops rush hours in peak direction only                 | Stops late nights only                                  | ペンシルベニア・アベニュー駅                              |                                   | 2 3 5 | |
| Stops rush hours in peak direction only                 | Stops late nights only                                  | ヴァン・シックレン・アベニュー駅                          |                                   | 2 3 5 | |
| Stops rush hours in peak direction only                 | Stops late nights only                                  | ニューロッツ・アベニュー駅                                |                                   | 2 3 5 | B15バスJFK空港行き |